# Sädesharpa
Sädesharpa är en maskin för rensning och sortering av frön och säd. Den består av en roterande fläkt och huvudsakligen två såll, ett övre som tar upp stenar och andra föremål i spannmålen, och ett undre med hål som gör att ogräsfrön passerar, men säden stannar kvar.
Sädesharpa syftade ursprungligen ett snedställt rissel över vilket man i trakter med högsädesproduktion kastade de orensade sädeskornen för att spara tid gentemot den annars tidskrävande sållningen och kastningen. När mekaniska sädesresningsmaskiner började introduceras på 1700-talet övertog dessa namnet sädesharpa.

## Källa
1. ↑  ”säd | SAOB | svenska.se”. https://svenska.se/saob/. Läst 19 mars 2020.
2. ↑  Arbete och redskap kap. 4 Jordbruk, Nils-Arvid Bringéus, s 107-09.